# Europees kampioenschap schaatsen 1926
Het Europese kampioenschap allround in 1926 werd van 23 tot 24 januari 1926 verreden in het Stade de Mont Blanc in Chamonix.
De punten werden dit toernooi berekend aan de hand van het toen actuele wereldrecord op de desbetreffende afstanden.
Het wereldrecord was op de 500 meter 43,4 (Oscar Mathisen), op de 1500 meter 2.17,4 (Oscar Mathisen), op de 5000 meter 8.26,5  (Harald Strøm) en op de 10000 meter 17.22,6 (Oscar Mathisen).
De titelverdediger was de Oostenrijker Otto Polacsek, die in 1925 Europees kampioen werd in het Badrutts Park in Sankt Moritz. De Fin Julius Skutnabb werd kampioen door het winnen van drie afstanden.

## Klassement
| #      | Naam                  | Land              | Punten  | 500m      | 5000m        | 1500m       | 10.000m     |
| ------ | --------------------- | ----------------- | ------- | --------- | ------------ | ----------- | ----------- |
| Goud   | Julius Skutnabb       | Finland           | 379.330 | 44,8 (1)  | 8.44,0 (1)   | 2.26,8 (1)  | 18.50,8 (2) |
| Zilver | Otto Polacsek         | Oostenrijk        | 367.550 | 48,8 (4)  | 8.44,6 (2)   | 2.33,2 (3)  | 18.48,6 (1) |
| Brons  | Uuno Pietilä          | Finland           | 366.790 | 46,0 (2)  | 9.07,4 *(5)  | 2.31,8 (2)  | 19.24,8 (4) |
| 4      | Fritz Jungblut        | Oostenrijk        | 357.530 | 49,8 (5)  | 9.02,8 (3)   | 2.39,2 (5)  | 19.08,4 (3) |
| 5      | Alberts Rumba         | Letland           | 353.200 | 51,6 (7)  | 9.04,8 (4)   | 2.35,0 (4)  | 19.51,8 (5) |
| 6      | Lex Haag              | Nederland         | 334.620 | 50,0 (6)  | 9.45,4 (7)   | 2.48,4 (7)  | 21.48,0 (6) |
| 7      | Roger Bureau          | België            | 327.270 | 52,4 (8)  | 9.55,0 (8)   | 2.52,4 (8)  | 21.49,4 (7) |
| 8      | Gaston Van Hazebroeck | België            | 319.290 | 53,2 (9)  | 10.20,8 (9)  | 2.56,8 (9)  | 22.44,2 (8) |
| 9      | André Gegout          | Frankrijk         | 309.280 | 54,8 (10) | 10.51,8 (10) | 3.00,0 (10) | 23.16,2 (9) |
| NC10   | Albert Hassler        | Frankrijk         | 261.640 | 48,6 (3)  | 9.39,4 (6)   | 2.41,8 (6)  |             |
| NC11   | Josef Myslbeck        | Tsjecho-Slowakije | 217.690 | 59,0 (11) | 11.24,2 (11) | 3.16,0 (11) |             |

* = met val
NC = niet gekwalificeerd
NF = niet gefinisht
NS = niet gestart
DQ = gediskwalificeerd